# 分须藻属
分须藻属（学名：Amphithrix）是蓝菌目下的一个属。

## 下属物种
本属包括以下物种：
- Amphithrix sublineatella (Staudinger, 1859)
- Amphithrix xanthina (Mont.) Bornet & Flah.